# Магазинчик БО
«Магазинчик БО!» — авторский проект Олега Куваева и Екатерины Гореловой, флеш-сериал российской студии «Мульт.ру». Сериал выпускался с 2003 года, пока в 2006 году Олег Куваев не покинул студию. Права на создание сериала остались у коммерческого директора студии — Натальи Крузе.

## Обзор сезонов
| Сезон | Сезон | Число серий | Первая серия | Последняя серия |
| ----- | ----- | ----------- | ------------ | --------------- |
|       | 1     | 26          | 2003         | 2006            |

## Сюжет
Лапкин, молодая жительница одного российского города, находит на улице инопланетного зайца БО. В его летающей тарелке, спрятанной «в кустах под Выборгом», хранятся разные «штуки», вокруг которых крутится сюжет сериала. БО представляет инопланетную расу, гораздо более продвинутую в своем развитии (в сравнении с Земной цивилизацией), что определяет покровительственно-саркастическое отношение зайца к людям, приютившим его. Образ инопланетянина позволяет автору мульта подходить к повседневным вещам в жизни человека как бы с другой стороны, взглянуть иначе и осознать что-то новое в привычном.
Автор сериала Олег Куваев определяет его жанр как трэш-фантастику: 

То есть это в принципе фантастика, но без правил, определяющих стиль как фантастику. Думаю, профессионалы определят жанр как бред. Хотя то, что сначала кажется бредом, в дальнейшем вполне может оказаться стройно выстроенной теорией. Просто очень нестереотипной. 

## Персонажи

1 — Выпендрёжник, 2 — Лапкин, 3 — Чувырла, 4 — Охламон, 5 — Заяц БО

- Заяц БО — инопланетянин с внешностью, напоминающей зайца или кролика, прилетевший с далекой планеты. Имеет сверхъестественные способности, способен читать мысли, перемещать мыслью предметы, телепортироваться, также Охламон утверждал, что БО способен «растворяться в космосе» (эпизод 18). В компании его часто называют Бонифацием, хотя сам он утверждает, что Б — это его имя, а О — фамилия (эпизод 19). Уровень науки его планеты настолько высок, что позволяет не только изменять климат, но и даже вращать планету (Эпизод 2). Считает людей дикарями, называет их «мартынами», хотя и пристрастился к человеческой культуре. Любит играть на гитаре. У БО развито чувство справедливости, хотя он и может позволить себе шалости, но даже этим он преподносит уроки своей компании. Большинство своих агрегатов БО приносит из своей тарелки. Его тарелка спрятана «в кустах под Выборгом». Представляет собой внешне микроавтобус «Истана». Внутри же это очень вместительное сооружение. В сериале озвучен Олегом Куваевым.
- Лапкин — по роду занятий студентка (во всяком случае, в эпизоде 1 она сидит на лекции в институте). Девица вздорная и замысловатая (по словам Выпендрёжника). Начиная с эпизода 3 пристрастилась к поеданию кактусов. Именно она нашла БО на улице, выходила и приютила у себя в квартире на антресолях. В сериале озвучена Еленой Ивановой.
- Охламон — молодой житель Санкт-Петербурга. Из всей компании наиболее близко сдружился с БО и, как правило, становится первой жертвой его экспериментов по переделке жизненного уклада землян. В эпизоде 18 БО даже берёт его в личные ученики, стараясь обучить телекинезу, телепортации и т. п. По характеру Охламон простоват и прямолинеен, но при этом довольно сообразителен и не лишен самоиронии. Род его занятий неизвестен, но, скорее всего, постоянной работы он не имеет. Любит пить пиво и играть на гитаре. В сериале озвучен Олегом Куваевым.
- Выпендрёжник — своё прозвище получил, очевидно, из-за манеры одеваться (не расстаётся с шарфом в красно-синюю полоску, часто носит тёмные очки) и пристрастия к вычурным выражениям. Старательно «косит» от службы в армии — например, в эпизоде 26 он при помощи очередного девайса БО заставляет исчезнуть пришедшую по почте повестку в военкомат, а в эпизоде 20 выясняется, что худший его кошмар — это продление срока службы в армии до 25 лет. Также помогает «откосить» Охламону с помощью фотогена. В сериале озвучен Олегом Куваевым.
- Чувырла — лучшая подруга Лапкин. Род занятий неизвестен, но судя по тому, что в эпизоде 3 она теряет кошелёк «со всей зарплатой», можно заключить, что она где-то работает. В сериале озвучена Натальей Крузе.

## Список серий
Всего в свет вышло 27 эпизодов: 26 серий и клип на песню группы «Сплин» «Мы сидели и курили».
| Номер серии в сериале | Номер серии в сериале | Название                           | Сборник                |
| 1 | 1                     | Intro + фонарь                     | Въезд                  |
| --- | --------------------- | ---------------------------------- | ---------------------- |
| Охламон, Чувырла, Выпендрёжник и Лапкин снимают видео с обзором про свой город, про себя и в том числе как Лапкин нашла на улице «зайца», оказавшегося инопланетянином. Он притаскивает из тарелки фонарь-переместитель, и начинаются проблемы…                                                                                          |                       |                                    | Въезд                  |
| 2 | 2                     | Набережная                         | Въезд                  |
| БО впервые видит снег, который ему не очень приятен, так что БО посреди зимы изменяет погоду на летнюю во всём городе. Впрочем, взаимосвязь земного климата и экономики останавливает его, и он ограничивается одним двором дома, где сам живёт.                                                                                         |                       |                                    | Въезд                  |
| 3 | 3                     | Sупер-драг                         | Въезд                  |
| БО предлагает Охламону, а затем и остальным героям инопланетные наркотики, бодро пропиарив их физическую безвредность. Как оказалось, у людей от такой безнаказанности легко появляется эмоциональная зависимость. Ради восстановления «баланса положительных эмоций» героям приходится немного пострадать, начиная с питания кактусами. |                       |                                    | Въезд                  |
| 4 | 4                     | Свобоdа слова.                     | Въезд                  |
| Сюжет: БО хочет исправить у людей некоторые вещи, и всё заканчивается тем, что БО с Луны организует перехват всего земного телерадиовещания, а Охламон не очень долго говорит людям «правду». |                       |                                    | Въезд                  |
| 5 | 5                     | Дубликатор и фотоген               | Разгон                 |
| Сюжет: БО приносит два новых устройства, «дубликатор» предметов в виде микроволновки и «фотоген», позволяющий хозяину скопировать внешний вид и голос другого человека. Выпендрёжник и Охламон решают немного подзаработать. |                       |                                    | Разгон                 |
| 6 | 6                     | Зайберпанк                         | Разгон                 |
| БО похищает всех президентов планеты, а затем меняет их местами. Лапкин требует навести порядок, на что БО заявляет, что люди сами этот бардак развели, и показывает героям практически всемогущий Искусственный Интеллект, созданный людьми и вырвавшийся из-под их контроля.                                                           |                       |                                    | Разгон                 |
| 7 | 7                     | Архаровцы                          | Разгон                 |
| БО открывает магазинчик (а по сути — лавку старьёвщика) и, по совместительству, «Бобёр-бар» с весьма негуманным шоу. Всё заканчивается как обычно |                       |                                    | Разгон                 |
| 8 | 8                     | НЕ щас                             | Разгон                 |
| БО продаёт Охламону прибор, похожий на пульт от телевизора и позволяющий перематывать и останавливать время, а также мгновенно перемещаться в пространстве. |                       |                                    | Разгон                 |
| 9 | 9                     | Зоосад                             | Разгон                 |
| БО организует «Анатомический зоосад»: прозрачные клетки, в которых собраны «убийцы, взяточники и воры», выставленные на всеобщее обозрение. Ответственность за отлов и контроль «экспонатов» берёт на себя созданная БО группа «Отряд добровольцев в защитных оболочках».                                                                |                       |                                    | Разгон                 |
| 10 | 10                    | Раб Дафны                          | Макабер                |
| БО в очередной раз разочаровывается в человечестве и находит утешение в игре на гитаре, чем очень скоро надоедает остальным героям. |                       |                                    | Макабер                |
| 11 | 11                    | Иммерз                             | Макабер                |
| БО создаёт генератор «идеального изображения». Созданная им картинка обладает чудовищной привлекательной силой для людей. |                       |                                    | Макабер                |
| 12 | 12                    | Ты знаешь, где меня найти          | Макабер                |
| БО собирается окуклиться — и летит на свою родную планету. |                       |                                    | Макабер                |
| 13 | 13                    | Бо-гемия, или Новогодние фокусы БО | Макабер                |
| Новогодняя серия. Заметив, что основной целью празднования у людей является выпивка, БО делает всё наоборот: теперь люди постоянно находятся в нетрезвом состоянии и трезвеют только выпив алкоголя. |                       |                                    | Макабер                |
| 14 | 14                    | Люляки БО.                         | Макабер                |
| Пока БО проходит через окукливание (лежит в кастрюле в холодильнике в виде слизи), Охламон и Выпендрёжник роются в его вещах. Охламон нацепляет на нос найденную бельевую прищепку и активирует «отпуск» БО |                       |                                    | Макабер                |
| 15 | 15                    | Кечак                              | Космосус               |
| Посещение планеты зайцев и выяснение особенностей интерфейса летающей тарелки БО |                       |                                    | Космосус               |
| 16 | 16                    | Мятый елемент                      | Космосус               |
| Пародия на фильм «Пятый элемент» |                       |                                    | Космосус               |
| 17 | 17                    | БОжья воля                         | Космосус               |
| БО испытывает трудности со своей религией и своим Я. |                       |                                    | Космосус               |
| 18 | 18                    | Мартын                             | Космосус               |
| БО решает обучить Охламона разным полезным навыкам, среди которых телепортация, телекинез и чтение чужих мыслей. |                       |                                    | Космосус               |
| 19 | 19                    | Жыл                                | Космосус               |
| БО решает обзавестись свои собственным жилищем и за одну ночь строит огромный небоскрёб на месте «какого-то серого здания», оказавшегося главным офисом спецслужб Санкт-Петербурга. |                       |                                    | Космосус               |
| 20 | 20                    | Пропасть                           | Космосус               |
| Выпендрёжник подвергается действию «изжималки ужасов». |                       |                                    | Космосус               |
| 21 | 21                    | Грузилово                          | Грубые допущения       |
| БО отправляется в прошлое и устраняет отдельных людей, чья деятельность вызвала многочисленные жертвы (Гитлер, Сталин, Мао и другие). Но друзья заставляют его всё исправить. |                       |                                    | Грубые допущения       |
| 22 | 22                    | Психологическое топливо            | Грубые допущения       |
| Психологический эксперимент над Охламоном. |                       |                                    | Грубые допущения       |
| 23 | 23                    | Сень Бо-Гэ                         | Грубые допущения       |
| БО на спор создаёт религиозную секту, которая за 3 месяца охватывает весь мир и становится близка к мировому господству |                       |                                    | Грубые допущения       |
| 24 | 24                    | Крем материализации                | Грубые допущения       |
| БО и Охламон набирают сырых абстракций в голове художника-абстракциониста и создают из него крем, позволяющий материализовать вещи, представимые аккуратно и в деталях. Крем, увы, оказывается невостребованным. |                       |                                    | Грубые допущения       |
| 25 | 25                    | Неизвестные признаки               | Грубые допущения       |
| БО заявляет в ООН, что Земля скоро будет уничтожена природным катаклизмом, но Совет Галактики спасёт одну расу или национальность, выбранную по неизвестному признаку. |                       |                                    | Грубые допущения       |
| 26 | 26                    | Армия медведей                     | Грубые допущения       |
| БО пытается покинуть Землю окончательно. В качестве прощального подарка он дарит друзьям устройство под названием «Свапалка» (англ. swap — замена, предмет, похожий на бублик, проткнутый карандашом), позволяющее заменить одну неприятность на другую. Подарок оказал фатальное воздействие на все его попытки покинуть Землю.         |                       |                                    | Грубые допущения       |
| 27 | 27                    | Мы сидели и курили                 | Музыкальные дополнения |
| Мы сидели и курили. Песня группы «Сплин». |                       |                                    | Музыкальные дополнения |

## Музыкальное оформление
«Магазинчик БО!» развит в музыкальном плане. В его музыкальном оформлении принимают участие следующие музыканты и группы:
- «Сплин»
- «Ленинград»
- Боря Чистый
- Александр Бурьянов aka Alien
- «Дети Пикассо»
- «Эдипов комплекс»
- «Скафандр»
- Таисия Кириллова (гитаристка фламенко)
- «Полюса»

Также есть полностью музыкальные серии:
- Мюзикл «Бо-гемия, или Новогодние фокусы БО» на музыку Александра Бурьянова
- Клип на песню группы Сплин «Мы сидели и курили»

## Влияние
Отсылки к «Магазинчику БО!» присутствуют в романе Ольги Арефьевой «Смерть и приключения Ефросиньи Прекрасной».